# Fernando Alvargonzález
Fernando Alvargonzález San Martín (Ferrol, La Coruña, 12 de diciembre de 1951) es un diplomático español, Cónsul General de España en Boston.

## Biografía
Cursó estudios en el colegio de la Inmaculada, de los jesuitas de Gijón. Licenciado en Derecho, ingresó en 1978 en la carrera diplomática. Estuvo destinado en las representaciones diplomáticas españolas en Irlanda, Ecuador y ante la Unión Europea. Ha sido asesor para Asuntos Parlamentarios en el Gabinete del ministro de Asuntos Exteriores, subdirector general de Asuntos Consulares y director general de Asuntos Consulares y de Protección de los Españoles en el Extranjero. Fue embajador de España en el Reino de Noruega y desde junio de 2009 a marzo de 2011 fue embajador en Misión Especial para Asuntos de Justicia e Interior de la Unión Europea y actualmente es Cónsul General de España en Boston.
En la actualidad, su hermano Alejandro es el secretario general adjunto para asuntos políticos y de seguridad de la OTAN, equivalente al número 3 de la organización.